# 洞 (1960年電影)
《洞》（法語：Le Trou）是一部1960年的法国犯罪片，由雅克·贝克导演，基于1947年法国拉桑泰监狱的五个囚犯的真实事件，改编自若泽·乔瓦尼1957年的小说。贝克在拍摄结束后几周就去世了，他为主要角色挑选了大部分非专业演员，包括一名实际参与了1947年越狱事件的男子（让·克罗迪），在影片开头进行介绍。本片参选1960年戛纳电影节。

## 剧情
加斯帕尔是一个非常有礼貌的囚犯，由于他所在的监区要进行维修，他被转移到一个专为四个囚犯设计的牢房（11区6号牢房）。狱友们一直在忙着制作纸板箱。
加斯帕尔从他的情婦那里收到了一个食品包裹，他不得不看着狱警切开香肠，戳开果酱，检查是否有隐藏的工具。
现有的四名狱友预计将被判处长期监禁，有的可能是10年，有的还可能被送上断头台，四人已经有了一个越狱的计划。加斯帕尔本人被指控企图谋杀他的妻子，并可能面临20年的刑期。
加斯帕尔与四人分享了他的食物包裹，并获得了他们的信任，足以让他们说出他们的逃跑计划：在地板上挖一个洞，以到达地下通道。影片的大部分内容都集中在他们逐步的进展上，最终结果是两个人到达了监狱墙外公共街道上的一个外部窨井。然而，这两个人并没有逃跑，而是回到牢房組織了集體逃跑的時機。热奥决定不加入。
但是，就在他们准备行动的时候，加斯帕尔被叫去与典狱长会面，并被告知他的妻子已经撤销了指控；而且他很快就会被释放。回到牢房后，狱友们怀疑加斯帕尔已经告发了他们，他不得不努力打消獄友們的疑慮。然而，就在四人準備從地道離開前的最後一刻，一群守衛出現在外面，他們意識到他們被出賣了。牢房內發生了一場爭鬥，看守们进行了干预。
加斯帕尔被送回他原来的牢房，原来的四个人也要被送进禁闭室。四人已经被剥光了衣服，身上只穿着一条内裤。原来加斯帕尔也被骗了，因为典狱长以用所谓的释放来骗取信息而闻名。实际上无论他的妻子是否撤销了指控，州政府都会进行起诉。

## 演员
- 米歇爾·科斯坦丁（英语：Michel Constantin） 饰 热奥·卡西内
- 馬克·米歇爾（英语：Marc Michel） 饰 克洛德·加斯帕尔
- 吉恩·克勞迪（英语：Jean Keraudy） 饰 罗兰·达尔邦（对应现实世界的让·克罗迪）
- 菲臘·李萊（英语：Philippe Leroy (actor)） 饰 马尼·博雷利（对应现实世界的若泽·乔瓦尼）
- 雷蒙·莫尼耶（英语：Raymond Meunier） 饰 沃塞兰/阁下
- 吉恩-保羅·高基連 饰 格兰瓦尔中尉
- 安德烈·貝維爾（英语：André Bervil） 饰 典狱长
- 埃迪·拉西米尔 饰 布布尔
- 傑拉德·赫南德茲（英语：Gérard Hernandez） 饰 囚犯
- 多米尼克·查狄（英语：Dominique Zardi） 饰 囚犯
- 保羅·普雷博伊斯特（英语：Paul Préboist） 饰 警衛
- 凱瑟琳·斯巴克（英语：Catherine Spaak） 饰 妮科尔（未署名）